# Дрен (Обреновац)
Дрен је насеље у градској општини Обреновац у граду Београду. Према попису из 2022. било је 937 становника.
Овде се налази Црква Светог Вазнесења у Дрену.

## Демографија
У насељу Дрен живи 993 пунолетна становника, а просечна старост становништва износи 40,2 година (39,2 код мушкараца и 41,3 код жена). У насељу има 381 домаћинство, а просечан број чланова по домаћинству је 3,36.
Ово насеље је углавном насељено Србима (према попису из 2002. године), а у последња три пописа, примећен је пад у броју становника.
|  |

| Демографија | Демографија | Демографија |
| Година      | Становника  | Становника  |
| ----------- | ----------- | ----------- |
| 1948.       | 1.824       |             |
| 1953.       | 1.881       |             |
| 1961.       | 1.732       |             |
| 1971.       | 1.631       |             |
| 1981.       | 1.687       |             |
| 1991.       | 1.644       | 1.420       |
| 2002.       | 1.279       | 1.627       |

| Етнички састав према попису из 2002.‍ | Етнички састав према попису из 2002.‍ | Етнички састав према попису из 2002.‍ | Етнички састав према попису из 2002.‍ | Етнички састав према попису из 2002.‍ |
| ------------------------------------ | ------------------------------------ | ------------------------------------ | ------------------------------------ | ------------------------------------ |
|                                      |                                      |                                      |                                      |                                      |
| Срби                                 | Срби                                 |                                      | 1.045                                | 81,70%                               |
| Роми                                 | Роми                                 |                                      | 193                                  | 15,08%                               |
| Југословени                          | Југословени                          |                                      | 21                                   | 1,64%                                |
| Хрвати                               | Хрвати                               |                                      | 1                                    | 0,07%                                |
| Словенци                             | Словенци                             |                                      | 1                                    | 0,07%                                |
| Мађари                               | Мађари                               |                                      | 1                                    | 0,07%                                |
| Македонци                            | Македонци                            |                                      | 1                                    | 0,07%                                |
| непознато                            | непознато                            |                                      | 12                                   | 0,93%                                |

| Година пописа     | 1948. | 1953. | 1961. | 1971. | 1981. | 1991. | 2002. |
| ----------------- | ----- | ----- | ----- | ----- | ----- | ----- | ----- |
| Број домаћинстава | 309   | 342   | 381   | 412   | 421   | 421   | 381   |

| Број чланова      | 1  | 2  | 3  | 4  | 5  | 6  | 7  | 8 | 9 | 10 и више | Просек |
| ----------------- | -- | -- | -- | -- | -- | -- | -- | - | - | --------- | ------ |
| Број домаћинстава | 78 | 88 | 55 | 55 | 39 | 36 | 19 | 6 | 3 | 2         | 3,36   |

| Пол    | Укупно | Неожењен/Неудата | Ожењен/Удата | Удовац/Удовица | Разведен/Разведена | Непознато |
| ------ | ------ | ---------------- | ------------ | -------------- | ------------------ | --------- |
| Мушки  | 530    | 156              | 323          | 33             | 18                 | 0         |
| Женски | 510    | 73               | 324          | 99             | 13                 | 1         |
| УКУПНО | 1.040  | 229              | 647          | 132            | 31                 | 1         |

| Пол    | Укупно                    | Пољопривреда, лов и шумарство | Рибарство                            | Вађење руде и камена | Прерађивачка индустрија       |
| ------ | ------------------------- | ----------------------------- | ------------------------------------ | -------------------- | ----------------------------- |
| Мушки  | 303                       | 192                           | 0                                    | 1                    | 37                            |
| Женски | 143                       | 99                            | 0                                    | 0                    | 8                             |
| УКУПНО | 446                       | 291                           | 0                                    | 1                    | 45                            |
| Пол    | Производња и снабдевање   | Грађевинарство                | Трговина                             | Хотели и ресторани   | Саобраћај, складиштење и везе |
| Мушки  | 5                         | 23                            | 12                                   | 0                    | 11                            |
| Женски | 1                         | 0                             | 9                                    | 0                    | 5                             |
| УКУПНО | 6                         | 23                            | 21                                   | 0                    | 16                            |
| Пол    | Финансијско посредовање   | Некретнине                    | Државна управа и одбрана             | Образовање           | Здравствени и социјални рад   |
| Мушки  | 0                         | 1                             | 7                                    | 3                    | 0                             |
| Женски | 0                         | 1                             | 5                                    | 8                    | 4                             |
| УКУПНО | 0                         | 2                             | 12                                   | 11                   | 4                             |
| Пол    | Остале услужне активности | Приватна домаћинства          | Екстериторијалне организације и тела | Непознато            | Непознато                     |
| Мушки  | 10                        | 0                             | 0                                    | 1                    | 1                             |
| Женски | 3                         | 0                             | 0                                    | 0                    | 0                             |
| УКУПНО | 13                        | 0                             | 0                                    | 1                    | 1                             |